# Naturschutzgebiet Lippeaue (WES-092)
Koordinaten: 51° 39′ 3″ N, 6° 38′ 32″ O

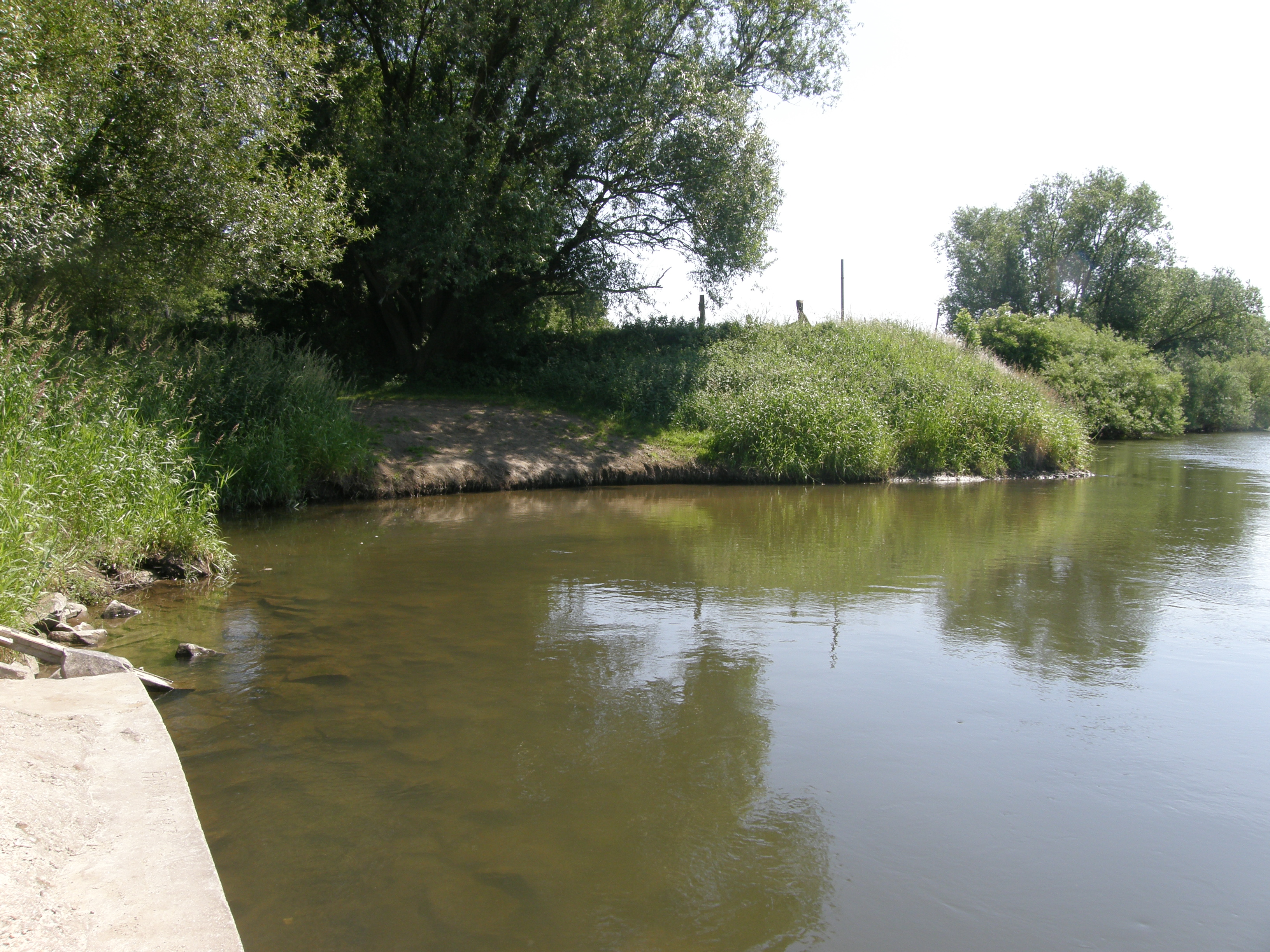
Naturschutzgebiet Lippeaue (WES-092) (Juni 2009)

Das Naturschutzgebiet Lippeaue (WES-092) liegt auf dem Gebiet der Gemeinde Hünxe und der Stadt Wesel im Kreis Wesel in Nordrhein-Westfalen.
Das aus drei Teilflächen bestehende Gebiet erstreckt sich entlang der Lippe zwischen der nordwestlich gelegenen Kernstadt Wesel und dem südöstlich gelegenen Kernort Hünxe. Am westlichen Rand fließt der Rhein, am östlichen Rand verläuft die A 3. Durch das Gebiet hindurch verlaufen die B 58 und die B 8.

## Bedeutung
Für Hünxe und Wesel ist seit 2009 ein 742,50 ha großes Gebiet unter der Kenn-Nummer WES-092 als Naturschutzgebiet ausgewiesen. Das Gebiet wurde unter Schutz gestellt, um die naturnahen Strukturen des Fließgewässers mit seiner typischen Unterwasservegetation und den angrenzenden charakteristischen Auenbiotopen sowie der naturnahen eutrophen Stillgewässer und Altarme zu erhalten und wiederherzustellen.